# Casual Day
Casual Day és una pel·lícula espanyola de "comèdia àcida" de 2008 dirigida per Max Lemcke en la qual fa una crítica al món laboral i professional. Fou projectada al Festival Internacional de Cinema de Sant Sebastià 2007 i al Festival Internacional de Cinema de Miami.

## Argument
José Antonio (Juan Diego) i Ruy (Javier Ríos) són els protagonistes. El primer només viu per a treballar i és el futur sogre del segon, promès d'Inés (Marta Etura), a més de cap de l'empresa en la qual acaba d'endollar a Ruy.

## Repartiment
- Juan Diego: José Antonio
- Javier Ríos: Ruy
- Luis Tosar
- Alberto San Juan
- Marta Etura: Inés
- Estibaliz Gabilondo
- Arturo Valls
- Malena Alterio
- Secun de la Rosa
- Mikel Losada
- Álex Angulo

## Comentaris
Casual Day és una pràctica empresarial importada dels EUA amb la qual les companyies aprofiten per a portar de viatge als seus empleats, normalment al camp, i així fomentar les relacions personals entre companys, reduir el seu estrès i, de pas, millorar el rendiment en el treball. Està rodada entre Madrid i Villabona-Amasa (Guipúscoa). Una altra pel·lícula que parla d'activitats d'empresa és El método.

## Premis
La pel·lícula va guanyar quatre medalles del Cercle d'Escriptors Cinematogràfics:
- Millor pel·lícula
- Millor director, Max Lemcke
- Millor actor, Juan Diego
- Millor guió original, Daniel i Pablo Remón